# Tabascoschildpadden
Tabascoschildpadden of rivierschildpadden (Dermatemydidae) zijn een familie van schildpadden (Testudines).

## Naam en indeling
De wetenschappelijke naam van de groep werd voor het eerst voorgesteld door John Edward Gray in 1870. De naam Dermatemydidae betekent vrij vertaald 'Dermatemys-achtigen'.
Op één soort na, de tabascoschildpad (Dermatemys mawii), zijn alle leden van deze familie uitgestorven of bij andere families ingedeeld. Een verwante familie zijn de Kinosternidae; de modder- en muskusschildpadden. Dermatemydidae worden middelgroot en zijn sterk aan water gebonden.
De familie werd lange tijd tot de superfamilie Kinosternoidea gerekend maar deze groep wordt niet meer erkend. Tegenwoordig wordt de familie bij de superfamilie Chelydroidea ingedeeld.

## Verspreiding en habitat
De enige overgebleven soort komt voor in Midden-Amerika en is sterk bedreigd omdat er wordt gejaagd vanwege het vlees. Het is een waterminnende soort en dat gold waarschijnlijk ook voor veel van de uitgestorven vertegenwoordigers van de familie. Er zijn drie uitgestorven geslachte bekend die allemaal leefden in de Verenigde Staten. Andere bronnen spreken van ongeveer 20 geslachten die kunnen worden toegeschreven aan de tabascoschildpadden, waarvan de vertegenwoordigers naast Noord-Amerika voorkwamen in Azië tot in delen van Europa.

## Geslachten
De familie omvat de volgende geslachten. met de auteur, het verspreidingsgebied en de periodes waarin de dieren leefden.
| Naam           | Auteur         | Verspreidingsgebied     | Periode                       |
| -------------- | -------------- | ----------------------- | ----------------------------- |
| † Baptemys     | Leidy, 1870    | Verenigde Staten        | Eoceen: 50 tot 37 Ma          |
| † Cardichelyon | Hutchison 2013 | Verenigde Staten        | Eoceen - Paleoceen 57 - 50 Ma |
| Dermatemys     | Gray, 1847     | Zuid- en Midden-Amerika | Modern                        |
| † Notomorpha   | Cope           | Verenigde Staten        | Eoceen - Paleoceen 56 - 50 Ma |